# 乌蒙乡
乌蒙乡，是中华人民共和国云南省昆明市禄劝彝族苗族自治县下辖的一个乡，实际上隶属于昆明倘甸产业园区轿子山旅游开发区。2017年12月，正式签订移交协议。

## 行政区划
乌蒙乡下辖以下地区：
卡机村、乐作泥村、幸福村、舍姑村、大麦地村、乌蒙村、三家村、施宽村和基噜村。